# FK Ekibastouzets Ekibastouz
Maillots
Le Ekibastouzets Ekibastouz Fýtbol Klýby (en kazakh : Екібастұзец Екібастұз Футбол Клубы), plus couramment abrégé en Ekibastouzets Ekibastouz, est un ancien club kazakh de football fondé en 1979 et disparu en 2008, et basé dans la ville d'Ekibastouz.

## Historique
- 1979 : fondation du club sous le nom de Ougolshik Ekibastouz
- 1980 : le club est renommé Ekibastouzets Ekibastouz
- 1993 : le club est renommé Batyr Ekibastouz
- 2001 : le club es renommé Ekibastouzets-NK Ekibastouz
- 2002 : le club es renommé Ekibastouzets Ekibastouz

## Palmarès
| Compétitions nationales                                                                             |
| --------------------------------------------------------------------------------------------------- |
| - Championnat du Kazakhstan de football D2 (1) : - Champion : 2002. - Vice-champion : 1993 et 1998. |

## Personnalités du club

### Présidents du club
- Raïs Gaïnoulline

### Entraîneurs du club
- Vitaliy Sparichev

### Anciens joueurs
- Nikolay Kurganskiy